# Partido Bueno
El Partido Bueno es una formación política nacionalista y secular de Turquía fundada el 25 de octubre de 2017 por Meral Akşener con disidentes del Partido de Acción Nacionalista (MHP, de extrema derecha) y elementos del ala derechista del Partido Republicano del Pueblo (CHP, kemalista). El objetivo principal de este partido es encontrar un campo político de expresión para la derecha conservadora secular.

## Historia
El partido fue formado por antiguos miembros prominentes de los principales partidos establecidos de Turquía, especialmente el Partido de Acción Nacionalista (MHP) y el principal partido opositor, el Partido Republicano del Pueblo (CHP). Los planes para formar un nuevo partido surgieron entre los desertores del MHP después del apoyo del MHP a la opción 'Sí' en el controvertido referéndum constitucional de 2017. Además de respaldar un nacionalismo cívico más moderado en oposición al ardiente nacionalismo étnico del MHP, el partido se basa en una plataforma anti-establishment que critica tanto al partido gobernante como a los partidos de oposición en Turquía por su ineficacia. Posicionándose estrictamente en el centro del espectro político, el partido también aboga por una agenda que acerque nuevamente a la Unión Europea y Turquía, y destaca que Turquía debe seguir siendo parte del bloque occidental.
Al partido rápidamente se unieron cinco miembros de la Gran Asamblea Nacional de Turquía que habían sido elegidos originalmente por otros partidos, y numerosos miembros de consejos provinciales y municipales que también desertaron de sus partidos anteriores. El 22 de abril de 2018, en el período previo a las elecciones generales, otros 15 diputados del CHP se trasladaron a la Partido İyi. Esto se hizo para permitir que el Partido İyi formase un grupo parlamentario y así pudiese presentar un candidato presidencial sin la necesidad de recolectar firmas y competir independientemente.
Meral Akşener fue la candidata presidencial del partido en las elecciones presidenciales turcas de 2018, obteniendo un 7,3% de los votos. En las elecciones parlamentarias celebradas el mismo día, la formación obtuvo un 10% de los votos y 43 escaños en la Gran Asamblea Nacional.

## Resultados electorales

### Elecciones parlamentarias
| Elecciones | Líder         | # de escaños | ±-          | # de votos | % de votos |
| ---------- | ------------- | ------------ | ----------- | ---------- | ---------- |
| 2018       | Meral Akşener | 43/600       | Nuevo       | 4.993.479  | 9,96%      |
| 2023       | Meral Akşener | 43/600       | Sin cambios | 5.272.482  | 9.69%      |

### Elecciones presidenciales
| Elecciones | Candidato     | # de votos | % de votos | Posición |
| ---------- | ------------- | ---------- | ---------- | -------- |
| 2018       | Meral Akşener | 3.649.030  | 7,29%      | 4º       |